# 氣泡

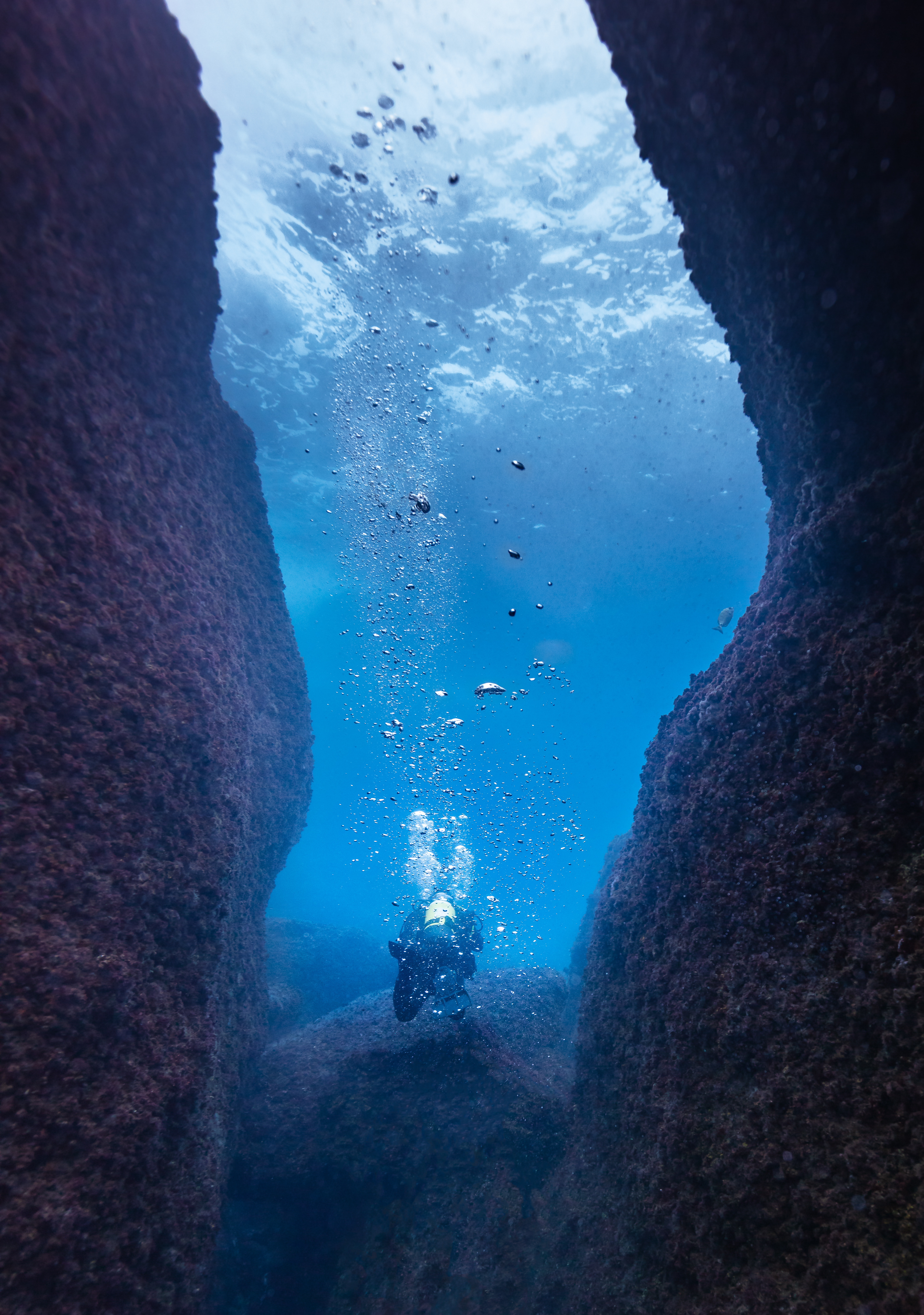
水肺潛水時產生的气泡

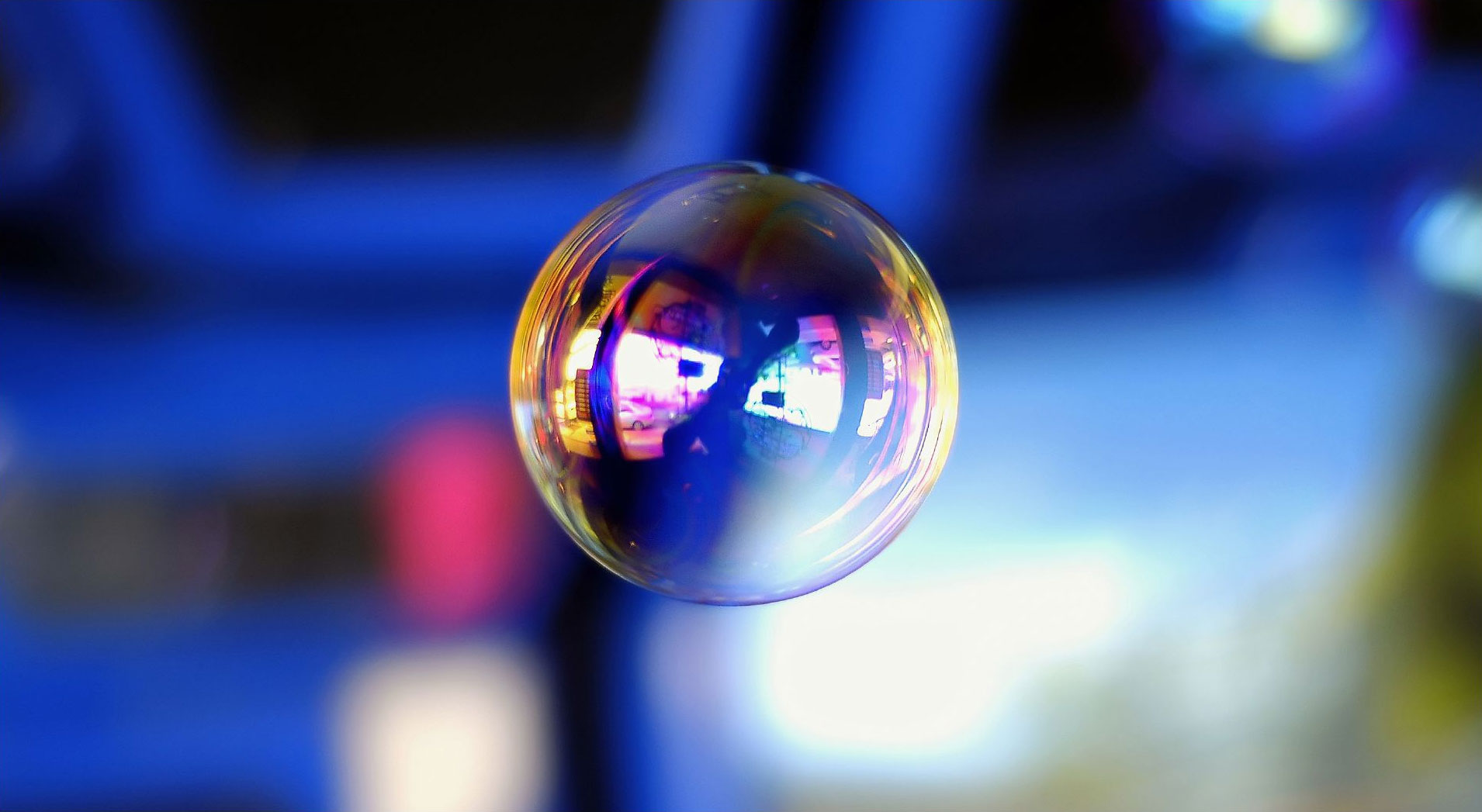
肥皂泡漂浮在空中

气泡是指液体中的气体，此時氣體在液體中會呈現球狀。而气体中的液体狀小球則被称为水滴。人們之所以能看到氣泡，是因为氣泡的折射率与周围物质不同。例如空气的折射率约为1.0003，水的折射率约为1.333。